# Rettig Germany
Die Rettig Germany GmbH (Eigenschreibweise RETTIG Germany) ist ein deutscher Hersteller von Produkten im Bereich Wärmeübertragung mit Sitz in Goslar, Ortsteil Vienenburg, und zwei weiteren Standorten in Deutschland. Das zum Teilkonzern Purmo Group der finnischen Rettig Group gehörende Unternehmen führt in Deutschland die Marken Purmo und Vogel & Noot.

## Geschichte
Im Jahr 2000 wurde Rettig Germany im Wege der Fusion der Purmo AG (Hannover; ab 1974 in Deutschland aktiv) und der DiaNorm Wärme GmbH (Vienenburg; 1960 als Werk der Raussendorf Maschinen- und Gerätebau GmbH gegründet, 1973 wurde die Heizkörperfertigung gestartet) zur Purmo DiaNorm Wärme AG mit Sitz in Vienenburg gegründet. Am 23. September 2009 wurde die Purmo DiaNorm Wärme AG im Zuge der formwechselnden Umwandlung in Rettig Germany GmbH umbenannt. Rückwirkend zum 1. Januar 2009 wurde zudem die Vogel & Noot Wärmetechnik GmbH (Lilienthal) auf die Purmo DiaNorm Wärme AG verschmolzen.
2012 übernahm Rettig ICC (heute: Purmo Group) den deutschen Rohrhersteller Hewing GmbH vom finnischen Uponor-Konzern. Seither ist die Hewing GmbH eine hundertprozentige Tochtergesellschaft von Rettig Germany.

## Marken und Produkte
Purmo ist die Markenbezeichnung für Heizkörper, Fußbodenheizungen und Heizungsanbindesysteme der finnischen Rettig-Gruppe. Namensgebend für die Marke Purmo ist die Gemeinde Purmo im westfinnischen Bezirk Österbotten, wo in den 1950er Jahren die Heizkörperfertigung des Unternehmens aufgenommen wurde. Unter der Marke Vogel & Noot vertreibt Rettig Germany Heizkörper, Fußbodenheizung und Schornsteinsysteme.

## Unternehmensstruktur
Neben der Produktion in Goslar-Vienenburg produziert Rettig Germany auch in Meiningen (Thüringen) und Lilienthal (Niedersachsen). Von 2013 bis 2019 unterhielt das Unternehmen ein Zentrum für Forschung und Entwicklung in Crimmitschau (Sachsen).
Konzernzugehörigkeit
Die Rettig Germany GmbH ist eine hundertprozentige Tochtergesellschaft der Purmo Group Ltd.mit Sitz in Helsinki (Finnland). Purmo Group ist wiederum eine Tochtergesellschaft der Rettig Group mit Sitz in Helsinki (Finnland). Der als Investmentgesellschaft für die Eigentümerfamilie fungierende Rettig-Konzern ist neben der Produktion im Bereich Wärmeübertragung (Purmo Group) hauptsächlich in der Kalkgewinnung (Nordkalk) tätig.